# Persone di nome Terrence
| Questa pagina contiene informazioni ricavate automaticamente dalle voci biografiche con l'ausilio del template Bio e di un bot. L'aggiornamento è periodico e automatico e ricostruisce completamente la pagina. Se manca una persona in questa lista, sei pregato di non aggiungerla, ma accertati piuttosto che la sua voce biografica contenga il template Bio e che i dati anagrafici siano correttamente compilati. Se il template Bio manca, inseriscilo tu stesso o, in alternativa, metti l'avviso {{tmp\|Bio}} che ne segnala la mancanza. Se i dati riportati sono sbagliati, correggi direttamente la voce biografica; le modifiche saranno visibili in questa lista entro pochi giorni. Per chiarimenti vedi il progetto antroponimi. La lista contiene solo le 61 persone che sono citate nell'enciclopedia e per le quali è stato implementato correttamente il template Bio. Pagina aggiornata al 16 ott 2024. |

Questa è una lista di persone presenti nell'enciclopedia che hanno il prenome Terrence, suddivise per attività principale.

## Allenatori di calcio(1)
- Terrence Jones, allenatore di calcio e ex calciatore americo-verginiano (Christiansted, n. 1968)

## Allenatori di hockey su ghiaccio(1)
- Terry Gray, allenatore di hockey su ghiaccio e hockeista su ghiaccio canadese (Montréal, n. 1938 - Ottawa, † 2020)

## Antropologi(1)
- Terrence William Deacon, antropologo statunitense (n. 1950)

## Arcivescovi cattolici(1)
- Terrence Thomas Prendergast, arcivescovo cattolico canadese (Montréal, n. 1944)

## Astronauti(1)
- Terrence Wilcutt, ex astronauta statunitense (n. 1949)

## Attivisti(1)
- Terrence Roberts, attivista statunitense (Little Rock, n. 1941)

## Attori(3)
- Terrence C. Carson, attore e doppiatore statunitense (Chicago, n. 1959)
- Terrence Evans, attore statunitense (Sharon, n. 1934 - Burbank, † 2015)
- Terrence Howard, attore statunitense (Chicago, n. 1969)

## Calciatori(7)
- Terry Alcock, ex calciatore inglese (Hanley, n. 1946)
- Terry Boss, ex calciatore statunitense (Philomath, n. 1981)
- Terrence Boyd, calciatore tedesco (Brema, n. 1991)
- Terrence Dzvukamanja, calciatore zimbabwese (n. 1994)
- Terrence Mashego, calciatore sudafricano (n. 1998)
- Terry Phelan, ex calciatore irlandese (Manchester, n. 1967)
- Terrence Tisdell, calciatore liberiano (Monrovia, n. 1998)

## Canottieri(1)
- Terrence Paul, ex canottiere canadese (Oakville, n. 1964)

## Cantanti(3)
- Terry Glaze, cantante statunitense (Columbus, n. 1964)
- Terry Jacks, cantante canadese (Winnipeg, n. 1944)
- Terrence Mann, cantante, attore e ballerino statunitense (Ashland, n. 1951)

## Cestisti(10)
- Terrence Bieshaar, cestista olandese (Haarlem, n. 1997)
- Terrence Crawford, ex cestista statunitense (Oklahoma City, n. 1982)
- Terrence Drisdom, cestista statunitense (Corona, n. 1992)
- Terrence Jennings, ex cestista statunitense (Sacramento, n. 1988)
- Terrence Jones, cestista statunitense (Portland, n. 1992)
- Terrence Rencher, ex cestista e allenatore di pallacanestro statunitense (Bronx, n. 1973)
- Terrence Roderick, cestista statunitense (Filadelfia, n. 1988)
- Terrence Ross, ex cestista statunitense (Portland, n. 1991)
- Terrence Shannon, ex cestista statunitense (South Holland, n. 1979)
- Terrence Williams, ex cestista statunitense (Seattle, n. 1987)

## Chitarristi(1)
- Terry Callier, chitarrista e cantautore statunitense (Chicago, n. 1945 - Chicago, † 2012)

## Conduttori televisivi(1)
- Terrence Jenkins, conduttore televisivo, attore e giornalista statunitense (New York, n. 1982)

## Drammaturghi(1)
- Terrence McNally, drammaturgo, librettista e sceneggiatore statunitense (St. Petersburg, n. 1938 - Sarasota, † 2020)

## Fotografi(1)
- Terry Richardson, fotografo e regista statunitense (New York, n. 1965)

## Fumettisti(1)
- Terry Dodson, fumettista statunitense

## Giocatori di football americano(7)
- Terrence Brooks, giocatore di football americano statunitense (Dunnellon, n. 1991)
- Terrence Cody, giocatore di football americano statunitense (Fort Myers, n. 1988)
- Terrence Fede, giocatore di football americano statunitense (Nyack, n. 1991)
- Terrence Frederick, giocatore di football americano statunitense (Katy, n. 1990)
- Terry Hanratty, ex giocatore di football americano statunitense (Butler, n. 1948)
- Terrence Metcalf, ex giocatore di football americano statunitense (Clarksdale, n. 1978)
- Terrence Warren, ex giocatore di football americano statunitense (Louisville, n. 1969)

## Giocatori di snooker(1)
- Terry Griffiths, giocatore di snooker gallese (Llanelli, n. 1947)

## Hockeisti su ghiaccio(1)
- Terry O'Malley, ex hockeista su ghiaccio canadese (Toronto, n. 1940)

## Imprenditori(1)
- Terrence Pegula, imprenditore e dirigente sportivo statunitense (Carbondale, n. 1951)

## Informatici(1)
- Terry A. Davis, programmatore statunitense (West Allis, n. 1969 - The Dalles, † 2018)

## Ingegneri(1)
- Terrence H. Bressi, ingegnere e astronomo statunitense

## Lottatori(1)
- Terrence McCann, lottatore statunitense (Chicago, n. 1934 - Dana Point, † 2006)

## Nuotatori(1)
- Terry Gathercole, nuotatore australiano (Tallimba, n. 1935 - † 2001)

## Ostacolisti(1)
- Terrence Trammell, ex ostacolista e velocista statunitense (Atlanta, n. 1978)

## Rapper(2)
- MC Juice, rapper statunitense (Chicago)
- Pusha T, rapper statunitense (New York, n. 1977)

## Registi(2)
- Terrence Malick, regista, sceneggiatore e produttore cinematografico statunitense (Ottawa, n. 1943)
- Terrence O'Hara, regista statunitense (Newark, n. 1945 - Los Angeles, † 2022)

## Schermidori(1)
- Terrence Lasker, schermidore statunitense (n. 1977)

## Scrittori(1)
- Terrence Des Pres, scrittore statunitense (Effingham, n. 1939 - Hamilton, † 1987)

## Taekwondoka(1)
- Terrence Jennings, taekwondoka statunitense (Arlington, n. 1986)

## Velocisti(2)
- Terrence Agard, velocista olandese (Willemstad, n. 1990)
- Terrence Jones, velocista bahamense (Freeport, n. 2002)

## Wrestler(2)
- Terry Garvin, wrestler canadese (Montréal, n. 1937 - † 1998)
- Hulk Hogan, ex wrestler e attore statunitense (Augusta, n. 1953)